# Tom Armstrong (Fußballspieler, 1898)
Thomas „Tom“ Armstrong (* 1898 in Preston, England; † 1967) war ein englischer Fußball-Torwart.
Armstrong spielte Fußball in der Armee und anschließend im Lokalfußball in Preston, bevor er als Amateur 1920 zum FC Liverpool kam. In Hinblick auf das Profiteam eigentlich vierter Torhüter hinter Elisha Scott, Kenny Campbell und Howard Baker, verhalfen ihm glückliche Umstände zu einem Einsatz in der Football League First Division. Für das Auswärtsspiel am 13. März 1920 gegen The Wednesday standen Scott und Campbell nicht zur Verfügung, die beide für das Länderspiel Schottland gegen Irland berufen wurden und sich dort gegenüberstanden, Baker, nur Amateur, stand für die Partie in Sheffield ebenfalls nicht zur Verfügung. Armstrong kassierte in Sheffield in der ersten Halbzeit zwei Gegentore, die von Presseseite beide als „Geschenk“ des Torhüters eingeordnet wurden, durch zwei Tore in den letzten zehn Minuten kam Liverpool aber noch zum 2:2-Ausgleich.
Am Saisonende verließ er Liverpool wieder und spielte als Amateur in der Saison 1920/21 bei Preston North End, blieb dabei aber ohne Einsatz in der Football League.